# Turbinaria reniformis
Turbinaria reniformis — вид коралів родини Dendrophylliidae.

## Назва
В англійській мові має назви «Листяний корал-горнятко» (англ. Leafy cup coral). 

## Опис
Листоподібний багаторівневий жовто-зелений корал до 3 метрів у діаметрі.

## Поширення та середовище існування
Живе на напівзахищених схилах з помірним потоком води. Від Червоного моря на заході до Французької Полінезії на сході.

## Галерея

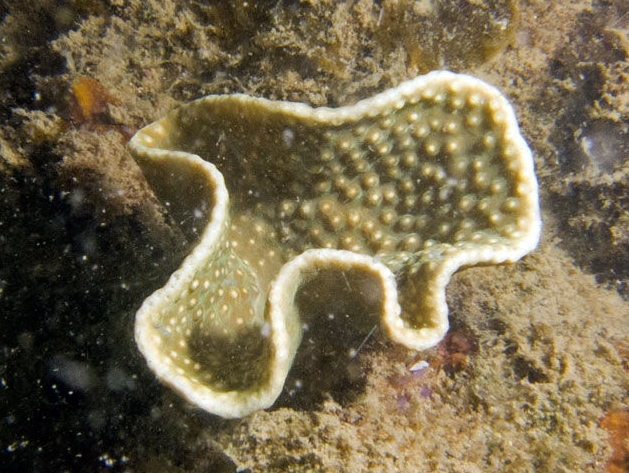
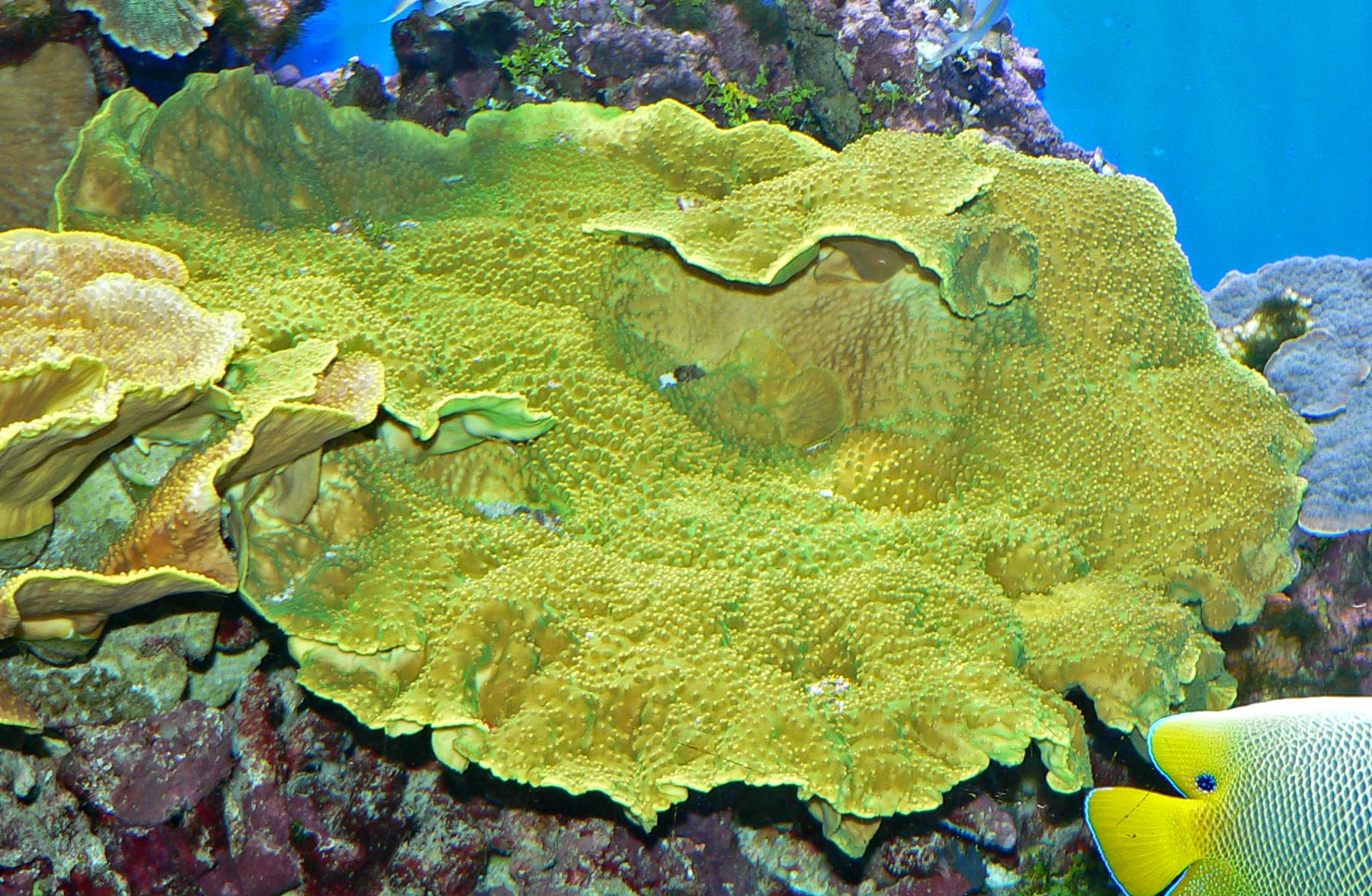